# Lance Jeter
Pour les articles homonymes, voir Jeter.
Lance Jeter, né le 18 juillet 1988, à Beaver Falls, en Pennsylvanie, est un joueur américain de basket-ball. Il évolue au poste de meneur.

## Carrière
Le 23 juin 2011, automatiquement éligible à la draft 2011 de la NBA, il n'est pas sélectionné.
Il commence sa carrière professionnelle aux Pays-Bas, à l'Aris Leeuwarden.
Le 23 août 2013, Lance Jeter signe en Pologne, au Trefl Sopot.
Le 29 septembre 2014, il retourne aux Pays-Bas où il rejoint le Donar Groningen.
Durant l'été 2015, il rejoint le club allemand du Mitteldeutscher BC. Le 13 janvier 2016, il retourne aux Pays-Bas; au Donar Groningen.
Le 17 juin 2016, il prolonge son contrat avec Groningen.
Le 14 juin 2017, il part en France et signe à la JL Bourg-en-Bresse.
Le 7 septembre 2018, il part en Lituanie où il s'engage avec le Pieno žvaigždės, club de première division. Il y dispute 10 matches avec des moyennes de 8,3 points et 3,3 passes décisives. Le 13 novembre 2018, il rejoint le club chinois des Fujian Sturgeons. Il n'y dispute qu'un seul match et retourne au Donar Groningen le 25 novembre 2018.

## Palmarès

### En club
- Champion des Pays-Bas : 2015, 2017
- Vainqueur de la Coupe des Pays-Bas : 2015, 2017
- Vainqueur de la Supercoupe des Pays-Bas : 2016
- Vainqueur de la Supercoupe de Pologne : 2013

### Distinctions personnelles
- MVP du championnat des Pays-Bas : 2015, 2017
- MVP des playoffs de DBL : 2016
- Meilleur meneur de DBL : 2015, 2016, 2017
- Meilleur passeur de DBL : 2015, 2017
- Sélectionné dans le meilleur cinq de la saison : 2015, 2016, 2017
- All-Star de DBL : 2012, 2015, 2017